# Oval (stanice metra v Londýně)
Oval je stanice metra v Londýně, otevřená 18. prosince 1890. Název Oval je podle nedalekého kriketového stadionu. Nachází se na lince :
- Northern Line (mezi stanicemi Kennington a Stockwell)

| Rok  | Počet cestujících |
| ---- | ----------------- |
| 2011 | 5,85 mil          |
| 2012 | 6,11 mil          |
| 2013 | 5,91 mil          |
| 2014 | 6,40 mil          |